# Вулканічний комплекс Акан
Вулканічний комплекс Акан — група вулканів, що виникла з кальдери Акан,  розташована у 50 км на північний захід від міста Кусіро, що на сході острова Хоккайдо, Японія. Вулканічний комплекс Акан розташований у національному парку Акан.

## Опис
Кальдера Акан утворилася 31 500 років тому. Її подовжена форма пояснюється поступовим утворенням під час великих вибухових вивержень з раннього та середнього плейстоцену.
Кратер вулкана Меакан, що утворився під час потужного виверження близько 13 500 років тому, в сучасний період має помірні виверження з початку 19 століття. Меакан - один з найактивніших вулканів Хоккайдо, Акан-Фудзі та Оакан не вивергалися в історичний час. Останнє виверження цього історичного вулкана відбулося в 2008 році
Вулканічний комплекс Акан складається з кількох вершин, що розташовані навколо озера Акан, яке займає центральну частину кальдери.  Найвищими вершинами є Меакан, Оакан і Акан-Фудзі.
Оакан розташований на північно-східній стороні кальдери, на схід від озера. Меакан займає протилежну, південно-західну сторону та складається з восьми  стратовулканів, найвищій Понмашінесірі (висота 1499 м). На південь від  Понмашінесірі розташовано Акан-Фудзі, один із багатьох симетричних японських вулканів, названих на честь відомої гори Фудзі.
Територія вулканічного комплексу Акан від підніжжя до 1200 м вкрита хвойним лісом, що складається в основному з ялиці сахалінської, ялини звичайної та берези бетулової, верхівки вище вкриті японською сосною.   Серед альпійських рослин тут зустрічаються діцентра, Sibbaldia miyabei, Arenaria merckioides.

### Список основних вершин вулканічного комплексу Акан[7]
- Меакан (1499 м): стратовулкан
- Акан-Фудзі(1476 м): стратовулкан
- Кіта-Яма (1400 м): конус
- Оакан (1371 м): стратовулкан
- Кенга-Шахта (1336 м): конус
- Ніші-Яма (1300 м): конус.
- Фуппуші (Huppusi) (1226 м): стратовулкан
- Мінаме-Дейк (1217 м): стратовулкан
- Хігасі-Даке (1140 м): конус
- Фуребецу (1098 м): стратовулкан
- Кобу-Яма: конус
- Футацу-Дейк: конус
- Понмашінесірі: кратер
- Накамачінешірі: кратер

|                                                     |
| Гора Меакан і Акан-Фудзі з гори Оакан (липень 2008) |

|                                                                |
| Кальдера Акан ( Меакан - внизу зліва, Оакан - у центрі справа) |